# 沼田義明
沼田 義明（ぬまた よしあき、男性、1945年4月19日 - ）は、日本の元プロボクサー。北海道沙流郡門別町（現日高町）出身。実家は日高町の沼田旅館。元WBA・WBC世界ジュニアライト級（現スーパーフェザー級）統一王者。WBC同級王座は分立後に返り咲きを果たし、1970年にJBCが承認した分立WBCの世界王者第1号でもある。元東洋ジュニアライト級（現スーパーフェザー級）、ライト級王者。元 リングマガジン世界スーパーフェザー級王座。テレビ朝日「エキサイトボクシング」の解説者として知られ、清瀬市でボクシングジム開設後も引き続き解説者として活躍。55戦44勝（12KO）8敗1分。

## 来歴
1967年、WBA・WBC世界ジュニアライト級王座に初挑戦。フラッシュ・エロルデを15回判定で破り王座を獲得した。沼田のファイト・スタイルは、クリンチが多くフェアでないとの評価も、一部にあった。
沼田は、1970年9月27日に行われたラウル・ロハス（米国）との2度目の初防衛戦で劇的な逆転勝ちを果たしている。。ギャングとして少年時代を過ごしたというロハスは、西城正三にWBA世界フェザー級王座を明け渡した後は降り坂のボクサーだったが、豪快な強打は健在で、2階級制覇を賭けて沼田に挑んだ一戦でもあった。
試合のゴングが打ち鳴らされた後、序盤からロハスがペースを握り、4回、沼田はロープ際でロハスの強烈なボディブローを浴びて痛烈にダウン。何とか立ち上がって再戦に応じたが、その後も連打にさらされ続けた。かろうじてゴングに逃げ込んだが、もはやKOは時間の問題と思われた。続く5回も、沼田はロープ際でロハスの連打を浴び続ける。しかし、ここから大逆転が始まる。一方的に打ち続けたロハスが打ち疲れて連打を止めると、その隙をついて沼田がパンチを浴びせ始めた。今度はロハスが沼田をコーナーに釘付けにして滅多打ちにしたが、沼田は倒れない。また打ち疲れてしまったロハスが手を止めると、沼田が反撃に転じ始めた。打ち疲れたロハスは反撃ができず、リング中央で逆に沼田の強烈な右アッパーをアゴにまともに受けて顔面から前のめりにキャンバスに崩れ落ちた。一度は体を起こしたロハスだったが、そのまま後ろに倒れこみ10カウントを聞いた。
大逆転KO勝ちで防衛に成功した沼田は後に、打たれながらロハスのガードが空くのを見ていたと語った。当時の映像からは、沼田がロープに釘付けにされながらも、クリーンヒットは一度ももらっておらず、冷静にロハスの動きをじっと見ているのが確認できる。危機的状況に追い込まれながらも冷静さを失わないこの試合巧者ぶりは、まさしく「精密機械」だった。

## 主な戦績
- 1962年、プロデビュー。
- 1965年4月、東洋ジュニアライト級（現スーパーフェザー級）王座獲得。以後2度防衛。
- 1965年5月、ノンタイトル12回戦に判定で勝利、デビュー以来25連勝を達成。
- 1966年6月、東洋ライト級王座に挑戦。当時世界ジュニアライト級王座も保持していた強豪フラッシュ・エロルデ（フィリピン）に12回判定勝ち。ジュニアライト級を含め東洋2冠。
- 1967年6月15日、WBA・WBC世界ジュニアライト級王座に初挑戦。前年東洋王座を奪ったエロルデを15回判定で破り王座獲得。
- 1967年12月14日、小林弘との初防衛戦。史上初の日本人同士の世界タイトルマッチとして行われたこの試合は、熱戦の末小林の右クロスを浴び12回KO負け。王座陥落。
- 1969年10月、WBA・WBC世界ライト級王座挑戦。マンド・ラモスに6回KOで敗れる。
- 1970年4月5日、WBC世界ジュニアライト級王座挑戦。レネ・バリエントス（フィリピン）を15回判定に降し2度目の王座獲得。以後3度防衛。
- 1971年10月10日、WBC世界王座4度目の防衛戦。リカルド・アルレドンド（メキシコ）に10回KOで敗れ王座陥落。
- 1972年3月2日、ノンタイトル戦に3回KOで敗れ引退。

最終戦績55戦44勝（12KO）8敗1分。

## 獲得タイトル
- 第7代OPBF東洋太平洋スーパーフェザー級王座（防衛3=返上）
- 第14代OPBF東洋太平洋ライト級王座（防衛0=返上）
- WBA世界スーパーフェザー級王座（防衛0）
- WBC世界スーパーフェザー級王座（1期目:防衛0、2期目:防衛3）
- リングマガジン世界スーパーフェザー級王座